# Szkoła Podchorążych w Warszawie

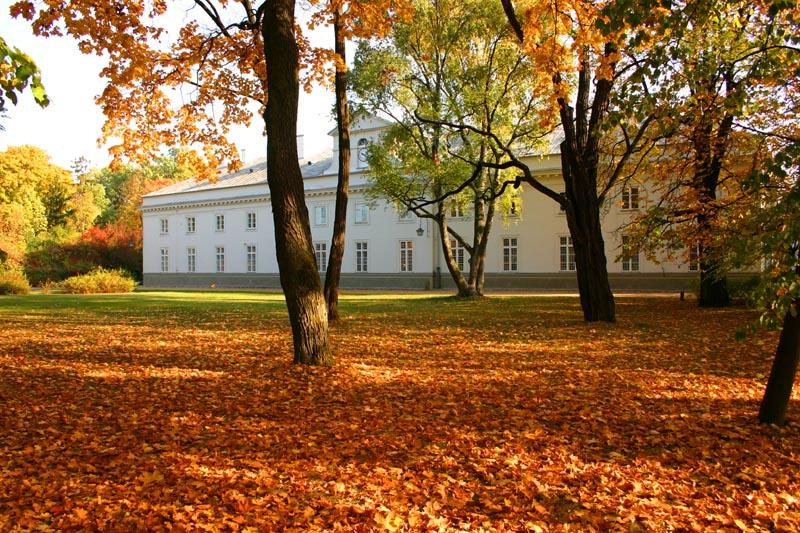
Budynek Podchorążówki

Szkoła Podchorążych w Warszawie – wyższa szkoła wojskowa powstała 28 lipca 1815 roku w Warszawie szkoląca przyszłych oficerów. Jej siedziba mieściła się w Wielkiej Oficynie w Łazienkach Królewskich w Ujazdowie. Dzisiaj jest tam muzeum (tzw. Podchorążówka).
Szkoła została założona z polecenia księcia Konstantego (brata cara Aleksandra I). Architektem i budowniczym był Wilhelm Henryk Minter. Liczyła 200 słuchaczy, którzy wywodzili się ze wszystkich zaborów, w większości z drobnej szlachty. Znajdowały się tam dwa wydziały: pieszy (pod wodzą pułkownika Ksawerego Olędzkiego) i jazdy (pod wodzą podpułkownika Franciszka Czarnomskiego). Podchorążowie byli zgrupowani w tzw. brygady, tworzone przez 32 osoby. Kandydatów przyjmowano po rocznym stażu w jednym z pułków piechoty. Nauka była przewidziana na dwa lata, jednak ze względu na brak wolnych etatów oficerskich w pułkach trwała 5, a nawet i więcej lat. Od 1824 głównym przedmiotem nauczania była musztra i regulaminy służby, później wprowadzono przedmioty teoretyczne. Po zakończeniu nauki, podchorążowie otrzymywali stopnie oficerskie podporucznika, nadawane przez ks. Konstantego – Naczelnego Wodza. Jeden z instruktorów szkoły ppor. Piotr Wysocki utworzył w szkole tajny związek patriotyczny, znany jako sprzysiężenie Wysockiego.
Ważnym wydarzeniem było rozpoczęcie przez uczniów Szkoły Podchorążych powstania listopadowego przejściem przez most Sobieskiego i szturmem na Belweder wieczorem 29 listopada 1830 r.
W latach 1988–2012 Podchorążówka była siedzibą Muzeum Ignacego Jana Paderewskiego. 
Przy budynku znajduje się popiersie Piotra Wysockiego.

## Komendanci szkoły
- kpt. Franciszek Paszkowski
- ppłk Ksawery Olędzki
- gen. bryg. Stanisław Trębicki

## Absolwenci Szkoły Podchorążych w Warszawie
- Ignacy Czernik
- Franciszek Kacper Fornalski
- Walerian Karliński
- Tomasz Kiciński
- Wiktor Tylski
- Piotr Wysocki